# David Henríquez Mandiola
David Alejandro Henríquez Mandiola (Antofagasta, Chile, 12 de febrero de 1999) es un futbolista chileno. Juega de delantero, y actualmente se encuentra sin equipo

## Trayectoria
Comenzó su carrera en la Escuela de Fútbol Zaldívar de Antofagasta. Luego pasó a integrar el plantel del Club Municipal de la Asociación de Fútbol Luciano Durandeau Prado, destacándose en la Liga de Escuelas de Fútbol de Antofagasta. Por sus habilidades, a los 12 años llegó a las divisiones menores de Universidad Católica, equipo donde continúa en la actualidad.
Debutó en el primer equipo de la Universidad Católica el 21 de octubre de 2017, jugando los últimos minutos del partido frente a Huachipato. Anotó su primer gol el 10 de diciembre del mismo año, en la última fecha del Torneo de Transición ante Deportes Antofagasta.

## Estadísticas
- Actualizado al último partido disputado: 23 de octubre de 2021. Resaltadas temporadas en calidad de cesión.

| Club                         | Div.          | Temporada     | Liga  | Liga  | Copas nacionales | Copas nacionales | Total | Total | Media goleadora |
| Club                         | Div.          | Temporada     | Part. | Goles | Part.            | Goles            | Part. | Goles | Media goleadora |
| ---------------------------- | ------------- | ------------- | ----- | ----- | ---------------- | ---------------- | ----- | ----- | --------------- |
| Universidad Católica · Chile | 1.ª           | 2017          | 4     | 1     | —                | —                | 4     | 1     | 0.25            |
| Universidad Católica · Chile | 1.ª           | 2018          | 12    | 1     | 1                | 0                | 13    | 1     | 0.08            |
| Universidad Católica · Chile | 1.ª           | 2019          | 2     | 0     | 1                | 0                | 3     | 0     | 0.00            |
| Universidad Católica · Chile | Total club    | Total club    | 18    | 2     | 2                | 0                | 20    | 2     | 0.1             |
| Barnechea · Chile            | 2.ª           | 2020          | 19    | 2     | —                | —                | 19    | 2     | 0.11            |
| Barnechea · Chile            | Total club    | Total club    | 19    | 2     | 0                | 0                | 19    | 2     | 0.11            |
| Deportes Santa Cruz · Chile  | 2.ª           | 2021          | 5     | 1     | —                | —                | 5     | 1     | 0.2             |
| Deportes Santa Cruz · Chile  | Total club    | Total club    | 5     | 1     | 0                | 0                | 5     | 1     | 0.2             |
| Deportes Concepción · Chile  | 3.ª           | 2022          | 0     | 0     | —                | —                | 0     | 0     | 0.2             |
| Deportes Concepción · Chile  | Total club    | Total club    | 0     | 0     | 0                | 0                | 0     | 0     | 0.2             |
| Total carrera                | Total carrera | Total carrera | 42    | 5     | 2                | 0                | 44    | 5     | 0.11            |
| 1. 2.                        |               |               |       |       |                  |                  |       |       |                 |

## Palmarés

### Títulos nacionales
| Título             | Equipo                   | País  | Año  |
| ------------------ | ------------------------ | ----- | ---- |
| Primera División   | C.D Universidad Católica | Chile | 2018 |
| Supercopa de Chile | C.D Universidad Católica | Chile | 2019 |
| Primera División   | C.D Universidad Católica | Chile | 2019 |